# Czarniauka (obwód homelski)
Czarniauka (biał. Чарняўка; ros. Чернявка, Czerniawka; pol. hist. Czerniawka) – wieś na Białorusi, w obwodzie homelskim, w rejonie oktiabrskim, w sielsowiecie Lubań.

## Historia
W XIX i w początkach XX w. położona była w Rosji, w guberni mińskiej, w powiecie bobrujskim. Po I wojnie światowej pod administracją polską, w Zarządzie Cywilnym Ziem Wschodnich, w okręgu mińskim, w powiecie bobrujskim. W wyniku postanowień traktatu ryskiego znalazła się w granicach Związku Sowieckiego. Od 1991 w niepodległej Białorusi.